# Kawasaki ZXR 750
Die Kawasaki ZXR 750 ist ein Supersport-Motorrad des japanischen Herstellers Kawasaki und wurde von 1989 bis 1995 gebaut. 1996 wurde sie von der Kawasaki ZX-7R abgelöst.
Die Kawasaki ZXR 750 wurde als Homologationsmodell für die 1988 neu geschaffene Superbike-Weltmeisterschaft entwickelt. Eingesetzt wurde sie außerdem in der FIM Endurance World Championship und beim 8-Stunden-Rennen von Suzuka. Die Mitbewerber waren Suzuki GSX-R 750 R, Honda VFR 750 R und Yamaha FZR 750 R.
Von der ZXR 750 gab es eine Version mit 400 cm³ Hubraum, die Kawasaki ZXR 400.

## Baureihen

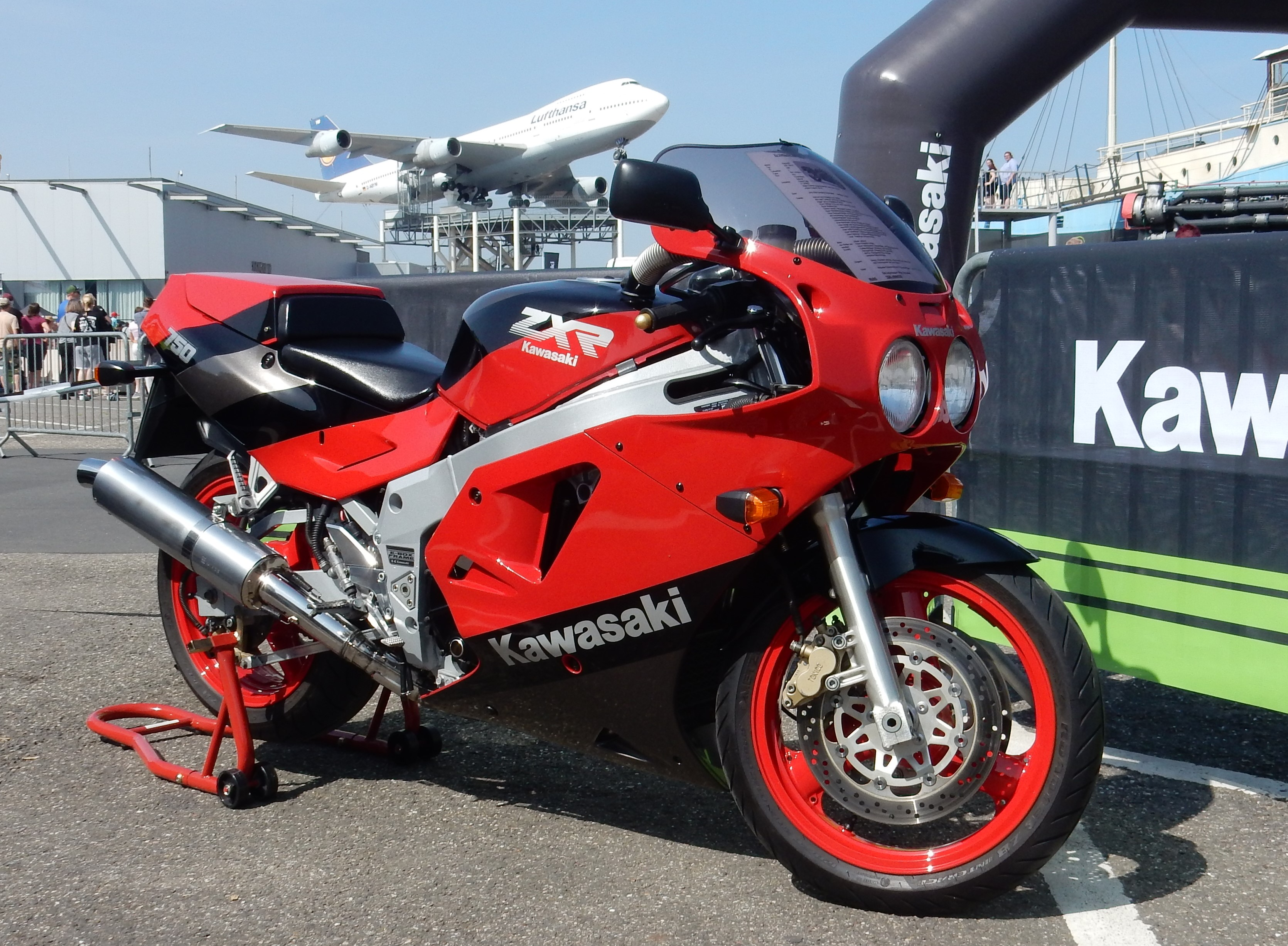
Kawasaki ZXR 750 von 1989

### ZX750H1/H2 – 1989 bis 1990
Das Fahrwerk bestand aus einem Aluminium-Brückenrahmen mit verstellbarem Schwingendrehpunkt, geschraubtem Rahmenheck und zwei Rahmenunterzügen, die den Motor in Silentblöcken aufnehmen. Die Teleskopgabel hatte 43 mm starke Tauchrohre. Die Aluminium-Hinterradschwinge hatte geschraubte Oberzüge und eine Uni-Track Anlenkung für das Zentralfederbein.
Der Vierzylinder-Motor war ebenfalls eine Neukonstruktion. Die 16 Ventile wurden über Tassenstößel betätigt. Die zwei oben liegenden Nockenwellen wurden über eine mittig angeordnete Steuerkette angetrieben. Da Kawasaki in der Superbike-Weltmeisterschaft zur Leistungssteigerung auf Ram-Air setzte und nach geltendem Regelwerk die Silhouette eines Serienmotorrads einhalten musste, wurden bis 1992 alle ZXR mit den markanten aber funktionslosen Schläuchen über dem Lenkkopf gefertigt. Ihre Schläuche über dem Lenkkopf sollten offiziell zur „Staudruckbelüftung der Motoroberseite“ dienen und vermochten auch keinesfalls mehr.
Die ZXR gab es in den Farben Grün/Weiß/Blau und Rot/Schwarz/Silber. Der Preis betrug 1989 in Deutschland 15.510 DM.
Technische Daten:
- Motor

- Bauart: Flüssigkeitsgekühlter Vierzylinder-Viertakt-Reihenmotor
- Ventiltrieb: DOHC, 16 Ventile, Tassenstößel
- Hubraum: 748 cm³
- Bohrung × Hub: 68,0 × 51,5 mm
- Gemischaufbereitung: Vergaser Keihin CVK-D 36x4
- Verdichtung: 11,3:1
- Motorleistung: 79 kW (107 PS), bei 10.500/min
- Drehmoment: 78 Nm bei 9500/min
- Schmiersystem: Nasssumpfschmierung mit Ölkühler
- Zündsystem: Transistor, digital
- Anlasser: Elektrostarter

- Antrieb

- Kupplung: Mehrscheibenölbadkupplung (hydraulisch betätigt)
- Getriebetyp: 6 Gänge, klauengeschaltet
- Sekundärantrieb: Kette

- Fahrwerk

- Federweg vorne: 120 mm
- Federweg hinten: 140 mm
- Bereifung vorne: 120/70 VR 17 - V260
- Bereifung hinten: 170/60 VR 17 - V260
- Bremsen vorne: Doppelscheibenbremse Ø 310 mm
- Bremsen hinten: Einscheibenbremse Ø 230 mm
- Länge: 2150 mm
- Breite: 755 mm
- Höhe: 1170 mm
- Radstand: 1455 mm
- Sitzhöhe: 790 mm
- Lenkkopfwinkel: 65,5 Grad
- Nachlauf: 100 mm
- Leergewicht: 230 kg
- zulässiges Gesamtgewicht: 415 kg
- Tankinhalt: 18 Liter

1990 folgte mit der werksintern H2 genannten Version die Weiterentwicklung, mit Änderungen am Motor im Bereich des Zylinderkopf, einer geänderten Schwinge ohne geschraubte Oberzüge, und einer größeren Vergaseranlage. Des Weiteren gab es  einen größeren Kühler. In der ungedrosselten Version erreicht sie bis zu 87 kW.

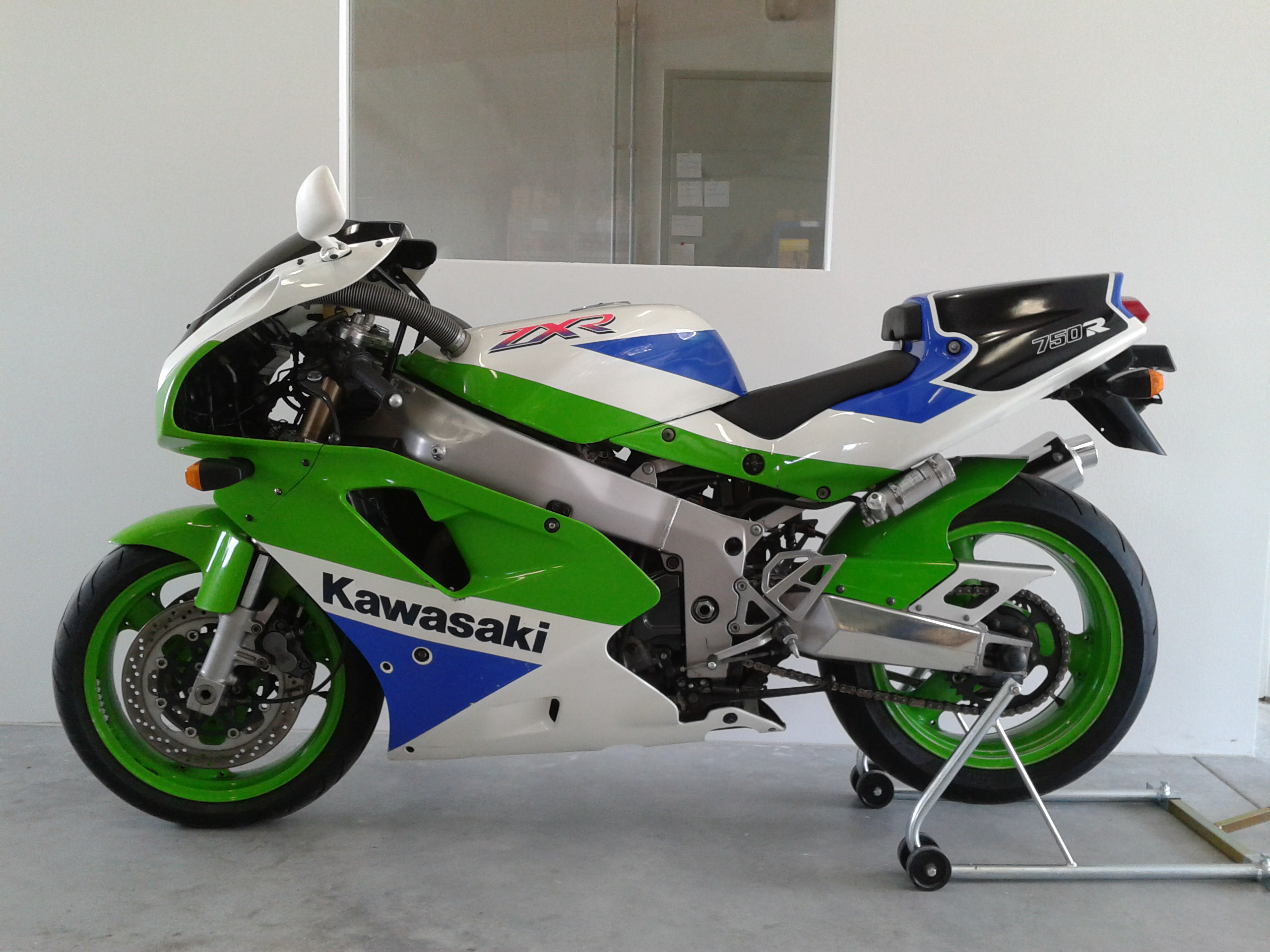
Kawasaki ZXR 750 R von 1992

### ZX750J/K – 1991 bis 1992
Die ZX 750 J/K war eine Neuentwicklung mit Aluminiumrahmen ohne Unterzüge, Upside-Down-Gabel und einem kurzhubigen Motor mit Schlepphebeln statt Tassenstößeln. Von der ZXR 750 gab es erstmals zwei Versionen. Die straßentaugliche ZXR 750 (J1) und die Basismaschine für den Rennsport, die ZXR 750 R (K1). Das K-Modell war die einsitzige Rennversion, von der Kawasaki laut dem Regelwerk der Superbike-WM 1000 Einheiten produzieren musste. Tatsächlich wurden aber 2500 Einheiten hergestellt. Im Gegensatz zum Basismodell J besitzt sie eine gesteigerte Motorleistung, die durch aggressivere Steuerzeiten, geänderte Nockenwellen und doppelte Ventilfedern erreicht wird. Zudem hat sie eine geänderte Getriebeabstufung mit einem lang übersetzten ersten Gang, Flachschiebervergaser statt Gleichdruckvergaser sowie ein voll einstellbares Fahrwerk. Zur Gewichtsreduzierung ist ein Aluminium-Tank und ein optimierter Heckrahmen verbaut.
Die ZXR 750 gab es in den Farben Grün/Weiß/Blau, Blau und Rot. Die ZXR 750 R gab es nur in Grün/Weiß/Blau. Der Preis betrug 21.750 DM.
Technische Daten:
- Motor

- Bauart: Flüssigkeitsgekühlter Vierzylinder-Viertakt-Reihenmotor
- Ventiltrieb: DOHC, 16 Ventile, Schlepphebel
- Hubraum: 749 cm³
- Bohrung × Hub: 71 × 47,3 mm
- Gemischaufbereitung:

- J 4 Gleichdruckvergaser, 38 mm Ø
- K 4 Flachschiebervergaser, 39 mm Ø

- Verdichtung: 11,5:1
- Motorleistung:

- J 74 kW (101 PS)
- K 90 kW (122 PS)
- Kitmotor 1992: 140 PS bei 13.000/min

- Drehmoment: J 76,5 Nm bei 9000/min, K 78 Nm bei 10.000/min
- Schmiersystem: Nasssumpfschmierung
- Zündsystem: Transistor, digital
- Anlasser: Elektrostarter

- Antrieb

- Kupplung: Mehrscheibenölbadkupplung (hydraulisch betätigt)
- Getriebetyp: 6 Gänge, klauengeschaltet
- Sekundärantrieb: Kette

- Fahrwerk

- Federweg vorne: 120 mm
- Federweg hinten: 135 mm
- Gabeltauchrohrdurchmesser: J 43 mm, K 41 mm
- Bereifung vorne: 120/70 VR 17
- Bereifung hinten: 180/55 VR 17
- Bremsen vorne: Doppelscheibenbremse Ø 320 mm
- Bremsen hinten: Einscheibenbremse Ø 230 mm
- Länge: 2180 mm
- Breite: 730 mm
- Radstand: 1420 mm
- Sitzhöhe: 790 mm
- Lenkkopfwinkel: 65,5 Grad
- Nachlauf: 95 mm
- Leergewicht: J 225 kg, K 220 kg
- zulässiges Gesamtgewicht: 410 kg
- Tankinhalt: 18 Liter

### ZX750L/M – 1993 bis 1995
Die L/M-Baureihe war eine Weiterentwicklung der J/K-Modelle. Sie kam ohne die auffälligen Schläuche. Dafür hatte sie einen linksseitigen Lufteinlass in der Front und war die erste Serienmaschine mit einem funktionierenden Ram-Air-System. Der Motor wurde vom K-Modell unverändert übernommen, allerdings bekam die L wieder ein Getriebe mit einer alltagstauglichen Abstufung. Dieses Modell war allerdings nicht so erfolgreich im Verkauf wie die Vorgängerin, da sie im Gegensatz zur Konkurrenz noch an Gewicht zulegte und damit im Vergleich zur Honda Fireblade mit 900 cm³ Hubraum etwa 30 kg schwerer war.
Auch von diesem Modell baute Kawasaki eine einsitzige Rennsportversion M, von der lediglich 54 Einheiten nach Deutschland importiert wurden. Mit einer Maschine dieses Typs wurde Scott Russell 1993 Weltmeister in der Superbike-WM. Sie wurde im Gegensatz zum L-Modell, das bis 1995 gebaut wurde, lediglich 1993 und 1994 produziert.
Sie unterschied sich vom L-Modell unter anderem durch ein Getriebe mit langem ersten Gang und kurzer Abstufung der übrigen Gänge, Flachschiebervergaser, ein voll einstellbares Fahrwerk, einen höhenverstellbaren Schwingendrehpunkt, ein Einmannheck, sowie eine kleinere Batterie und einen Alutank.
Die ZXR 750 gab es in den Farben Grün/Weiß und Violett/Rot, die ZXR 750 R nur in Grün/Weiß/Rot.
Technische Daten:
- Motor

- Bauart: Flüssigkeitsgekühlter Vierzylinder-Viertakt-Reihenmotor
- Ventiltrieb: DOHC, 16 Ventile, Schlepphebel
- Hubraum: 749 cm³
- Bohrung × Hub: 71 × 47,3 mm
- Gemischaufbereitung:

- L 4 Gleichdruckvergaser, 38 mm Ø
- M 4 Flachschiebervergaser, 39 mm Ø

- Leistung Serienmotor: 90 kW (122 PS)
- Leistung Kitmotor 1994:

- Standard: 140 PS bei 13.000/min
- Option: 145 PS bei 13.000/min

- Schmiersystem: Nasssumpfschmierung
- Zündsystem: Transistor, digital
- Anlasser: Elektrostarter

- Antrieb

- Kupplung: Mehrscheibenölbadkupplung (hydraulisch betätigt)
- Getriebetyp: 6 Gänge, klauengeschaltet
- Sekundärantrieb: Kette

- Fahrwerk

- Federweg vorne: 120 mm
- Federweg hinten: 135 mm
- Gabeltauchrohrdurchmesser: 41 mm
- Bereifung vorne: 120/70 ZR 17 TL
- Bereifung hinten: 180/55 ZR 17 TL
- Bremsen vorne: Doppelscheibenbremse Ø 320 mm
- Bremsen hinten: Einscheibenbremse Ø 230 mm
- Länge: 2200 mm
- Breite: 730 mm
- Radstand: 1430 mm
- Sitzhöhe: 800 mm
- Gewicht:

- Leergewicht: L 234 kg, M 227 kg
- Trockengewicht: L 205 kg, M 200 kg
- zulässiges Gesamtgewicht: L 415 kg, M 335 kg

- Tankinhalt: 18 Liter

## Verwandtschaften
Während die H noch eine erkennbare, konstruktionsbedingte Ähnlichkeit zu den Kawasaki-Modellen der 80er Jahre aufwies, sie war schließlich eine Neuentwicklung auf Basis der sehr erfolgreichen GPX-Modelle, hatten die J/K und L/M Modelle baugleiche Komponenten der ZX 9R, Modell ZX 900 B genannt. Der Motor war, bis auf den geänderten Hubraum und verstärkte Kurbelwellenlager, baugleich.
Ab 1996 wurden als Nachfolgemodelle dann die Versionen P und N gebaut. Der Name wurde auf die im Ausland schon für die ZXR üblichen Bezeichnungen ZX-7R bzw. ZX-7RR abgeändert.